# Стрела (5-й сезон)
Премьера пятого сезона американского драматического телесериала «Стрела» состоялась на канале The CW 5 октября 2016 года в 20:00 (по Североамериканскому восточному времени). Шоу было основано на комиксах издательства DC Comics о приключениях супергероя Зелёной стрелы, борца с преступностью, созданного Мортом Вайсингером и Джорджем Паппом. Шоураннерами сезона были выбраны Грег Берланти, Марк Гуггенхайм и Эндрю Крайсберг.

## О сериале
«Стрела́» (англ. Arrow) — американский приключенческо-супергеройский телесериал с элементами драмы, созданный Грегом Берланти, Марком Гуггенхаймом и Эндрю Крайсбергом. Сериал представляет собой совершенно новый взгляд на персонажа Зелёную стрелу, а также других персонажей комиксов издательства DC Comics. Несмотря на то, что в основном актёрском составе другого сериала канала The CW, «Тайны Смолвилля», уже появлялся похожий персонаж, создатели решили перезапустить историю с нуля, поэтому пригласили на главную роль другого актёра (Стивена Амелла). Они также сделали акцент на том, как повлияла на личность Оливера жизнь на острове. Практически в каждой серии имеются флэшбеки, в которых рассказывается о событиях тех пяти лет, в течение которых главный герой считался погибшим. В основном в центре сюжета находится бывший плейбой-миллиардер Оливер Куин, который, пробыв пять лет на острове, вернулся, чтобы стать мстителем в маске, борющимся с преступностью в своём родном городе при помощи лука и стрел.
11 мая 2012 года телеканал The CW заказал пилотный эпизод, премьера которого состоялась 10 октября 2012 года. 22 октября телеканал продлил «Стрелу» на полный сезон, состоящий из 23 эпизодов. В 2017 году планируется производство уже шестого сезона сериала. «Стрела» является первым телесериалом, который впоследствии стал частью единой телевизионной вселенной, наиболее известной как Вселенная Стрелы. Также частью Вселенной Стрелы являются «Флэш», «Легенды завтрашнего дня», «Виксен» и другие.

## В ролях

### Основной состав
- Стивен Амелл в роли Оливера Куина / Зелёной стрелы
- Дэвид Рэмси в роли Джона Диггла
- Уилла Холланд в роли Теи Куин / Спиди
- Пол Блэкторн в роли Квентина Лэнса
- Эмили Бетт Рикардс в роли Фелисити Смоук[англ.]
- Эчо Келлум в роли Кёртиса Холта / Мистера Террифика
- Джош Сегарра в роли Эдриана Чейза / Прометея

### Гости
- Сюзанна Томпсон в роли Мойры Куин
- Ману Беннетт в роли Слэйда Уилсона / Детстроука
- Кэти Кэссиди в роли Лорел Лэнс / Чёрной канарейки
- Кейти Лотц в роли Сары Лэнс

### Повторяющиеся персонажи
- Кэти Кэссиди в роли Лорел Лэнс / Чёрной сирены
- Джон Барроумэн в роли Малкольма Мерлина / Тёмного лучника
- Рик Гонсалес в роли Рене Рамиреса / Дикого пса
- Джулиана Харкави в роли Дайны Дрейк / Чёрной канарейки
- Катрина Ло в роли Ниссы аль Гул

## Эпизоды
| № общий | № в сезоне | Название                                         | Режиссёр         | Автор сценария                                                    | Дата премьеры   | Произв. код | Зрители в США (млн) |
| --- | ---------- | ------------------------------------------------ | ---------------- | ----------------------------------------------------------------- | --------------- | ----------- | ------------------- |
| 93 | 1          | «Legacy» «Наследие»                              | Джеймс Бэмфорд   | Сюжет: Грег Берланти Телесценарий: Марк Гуггенхайм и Венди Мерикл | 5 октября 2016  | T27.13201   | 12,87               |
| Спустя пять месяцев после смерти Дэмиана Дарка Оливер отвлекается от своих новых обязанностей мэра ради продолжения работы в качестве Зелёной стрелы, а бывшие члены его команды пошли своими путями. Фелисити вдохновляет его на создание новой команды из линчевателей-любителей, которые теперь работают в Стар-Сити, такие как Рене Рамирес. Появляется новая банда, возглавляемая Тобиасом Чёрчем, и похищает мэра Куина, чтобы выманить и убить Зелёную стрелу, и тем самым захватить город. Его спасает Спиди, но она навсегда покидает команду, увидев, что Оливер снова хочет убивать. Чёрч убегает от Зелёной стрелы и команды нескольких полицейских, а затем объединяет все организованные преступные картели и уличные банды под своим руководством. Оливер, наконец, соглашается сформировать новую команду и включает в список Кёртиса по его просьбе. В другом месте таинственная фигура в чёрном капюшоне хладнокровно убивает полицейского. Во флэшбеках Оливер встречает своего старого друга Анатолия Князева в России. Анатолий соглашается помочь ему убить Константина Ковара - тирана, управляющего деревней Тайаны, и отправляет его в Братву - единственную группировку, которая может победить Ковара. |            |                                                  |                  |                                                                   |                 |             |                     |
| 94 | 2          | «The Recruits» «Рекруты»                         | Джеймс Бэмфорд   | Спид Уид и Бет Шварц                                              | 12 октября 2016 | T27.13202   | 11,94               |
| Зелёная стрела вербует Рене, Эвелин Шарп и Кёртиса и начинает тренировать их, используя упражнение из своего обучения в Братве, показанное во флэшбеках. Будучи мэром, Оливер организует бесплатную медицинскую помощь компании АмерТек для беспризорных в Стар-Сити в специальной клинике. Появляется новый метачеловек «Лохмотья» и начинает атаковать руководителей АмерТек. Новобранцы покидают Зелёную Стрелу, потому что не доверяют ему. Тея обнаруживает, что генеральный директор АмерТек Джанет Кэрролл работает с Чёрчем, и Фелисити узнает, что ядерные заряды, которые использовал Дэмиан Дарк, чтобы попытаться уничтожить мир, были произведены АмерТек. Лохмотья и Зелёная стрела останавливают сделку по продаже оружия между Кэрролл и Чёрчем. Позже Лохмотья показывает, что он был единственным выжившим в результате взрыва в Хэвенрок. Зелёная стрела убеждает его отбросить месть и присоединиться к его команде. Позже Оливер раскрывает свою личность другим новобранцам в знак доверия, и они соглашаются присоединиться к команде. Тея решает назначить Квентина заместителем мэра. На Чёрча нападает таинственный лучник, который называет себя «Прометей» и хочет лично убить Зелёную стрелу. Между тем, Диггл, ещё в армии и на тайной операции, попадает в засаду своего начальника, который планирует продать устройство запуска ядерных ракет и подставляет Диггла.                                                                                                |            |                                                  |                  |                                                                   |                 |             |                     |
| 95 | 3          | «A Matter of Trust» «Вопрос доверия»             | Грегори Смит     | Бен Соколовски и Эмилио Ортега Олдрич                             | 19 октября 2016 | T27.13203   | 13,79               |
| Зелёная стрела исследует новый препарат «Звёздная пыль», но по-прежнему считает, что его команда не готова к деятельности на улицах. В то время как его информируют о Прометее, Рене и Эвелин тайно проводят рейд на складе торговца Звёздной пылью Дерека Сэмпсона. Налёт идёт не по плану, и Сэмпсон получает сверхчеловеческую силу и неспособность чувствовать боль. Оливер узнаёт о том, что произошло, от окружного прокурора Эдриана Чейза, и это убеждает его, что он всё ещё не может доверять своим новобранцам. Фелисити советует ему принять новобранцев такими, какие они есть, и Зелёная Стрела наконец использует свою новую команду, чтобы остановить Сэмпсона от создания большего количества суперлюдей. Оливер также публично одобряет решение Теи о назначении Квентина заместителем мэра после того, как негативные новостные сюжеты почти заставили её уйти в отставку. Фелисити признаётся Рори (Лохмотьям), что она была ответственной за уничтожение Хэвенрока. Диггл заключён в тюрьму и видит в галлюцинациях Флойда Лоутона из-за вины за убийство брата. После этого он говорит Лайле, что не будет бороться с обвинениями против него, поэтому она просит Оливера помочь ей вызволить Диггла из тюрьмы. Во флэшбеках Анатолий учит Оливера доверять своим братьям в Братве. |            |                                                  |                  |                                                                   |                 |             |                     |
| 96 | 4          | «Penance» «Раскаяние»                            | Детмотт Доунс    | Брайан Форд Салливан и Оскар Бальдеррама                          | 26 октября 2016 | T27.13204   | 13,87               |
| Команда Оливера захватывает помощника Чёрча и доставляет его и его добычу в полицию Стар-Сити. После этого Рори официально покидает команду, говоря, что не может работать с Фелисити. Оливер покидает Стар-Сити, чтобы помочь Лайле вызволить Диггла из тюрьмы, несмотря на возражения Фелисити и команды. Квентин и Эдриан лично доставляют доказательства в полицию Стар-Сити, но они оказываются замаскированной бомбой. Взрыв позволяет группе Чёрча ворваться и украсть оружие из склада с доказательствами. Оливер проникает в федеральную тюрьму и находит Диггла, который соглашается сбежать, чтобы защитить Оливера. Оливер приводит его и Лайлу в убежище "Улья". Фелисити пытается примириться с Рори. Она и команда понимают, что Чёрч планирует напасть на отдел по борьбе с преступностью полиции Стар-Сити, где Эдриан допрашивает человека Чёрча. Рори присоединяется к команде, и они помогают всем, находящимся внутри, избежать атаки. Однако Кёртис получил травму, и Чёрч захватил Рене, намереваясь подвергнуть его пыткам. Оливер возвращается и клянётся спасти Рене, в то время как Эдриан решает доверять мотивам линчевателей. Во флэшбеках Анатолий ставит Оливеру задачу по получению информации, а затем убийству доверенного лица Ковара. Оливер выполняет задание, и Анатолий принимает его в Братву. |            |                                                  |                  |                                                                   |                 |             |                     |
| 97 | 5          | «Human Target» «Живая Мишень»                    | Лаура Белси      | Оскар Бальдеррама и Сара Таркофф                                  | 2 ноября 2016   | T27.13205   | 13,61               |
| Оливер спасает Рене, который говорит ему, что он раскрыл истинную личность Зелёной стрелы Чёрчу. Чёрч планирует убить Оливера как мэра, а не как линчевателя. Диггл снова присоединяется к команде и предлагает, чтобы телохранитель Кристофер Ченс, «Живая Мишень», помог им. Кристофер принимает облик Оливера в мэрии и инсценирует смерть мэра, когда наёмники Чёрча атакуют. Команда понимает, что Чёрч планирует консолидировать торговлю наркотиками в пяти городах через Стар-Сити, а ликвидация Зелёной стрелы требуется ему для успеха плана. Оливер и его команда, вместе с Дигглом и Кристофером, приходят на встречу Чёрча и захватывают его вместе с несколькими другими преступными главарями. Оливер публично заявляет, что инсценировка его смерти была частью оперативного эксперимента. Прометей убивает Чёрча во время транспортировки, несмотря на то что Чёрч раскрыл ему личность Зелёной стрелы. Телевизионный репортер Сьюзен Уильямс получает доказательства того, что Оливер был в России в то время, когда он якобы застрял на острове. Тем временем Оливер узнаёт, что Фелисити встречается с Билли Мэлоуном, полицейским детективом, недавно переведённым в отдел по борьбе с преступностью. Во флэшбеках Оливер попадает в засаду других членов Братвы. Однако, этих людей убивает Кристофер, которого нанял Анатолий, чтобы защитить Оливера. |            |                                                  |                  |                                                                   |                 |             |                     |
| 98 | 6          | «So It Begins» «Итак, началось»                  | Джон Беринг      | Венди Мерикл и Брайан Форд Салливан                               | 9 ноября 2016   | T27.13206   | 13,95               |
| Оливер, Диггл и Фелисити выслеживают Прометея, который начинает убивать, казалось бы, случайных гражданских лиц, метая звёзды. Новостной отчёт об убийствах вызывает напряжённость в городе и злит новобранцев, поскольку они не были проинформированы. Фелисити крадёт одну из звёзд у Билли, чтобы осмотреть её. Закономерность между жертвами имеет отношение к списку Оливера в тот момент, когда он впервые начал свою деятельность линчевателя под именем Капюшона. Это ещё больше злит новобранцев, прежде всего Эвелин, поскольку они не знали о «списке убийств» Оливера в тот момент, когда он вернулся с острова. Фелисити использует шаблон для прогнозирования будущих жертв, и команда разделяется. Эвелин встречает Прометея и привлекает его, сумев порезать ему руку, прежде чем одолеть. Оливер приходит, но Прометей убегает. Тем временем Тея обнаруживает, что Квентин никогда не прекращал пить. Эвелин примирилась с Оливером, а Фелисити рассказывает Билли, что она работает с Зелёной стрелой, и это его интригует. Позже она рассказывает Оливеру, что доказательства, которые она обнаружила, свидетельствуют о том, что Прометей может быть офицером полиции Стар-Сити; Квентин просыпается с похмельем с порезом на руке и метательной звездой на столе рядом. Во флэшбеках во время операции Братвы Оливера похищают люди Ковара и доставляют к нему. |            |                                                  |                  |                                                                   |                 |             |                     |
| 99 | 7          | «Vigilante» «Линчеватель»                        | Гордон Верхойл   | Бен Соколовски и Эмилио Ортега Олдрич                             | 17 ноября 2016  | T27.13207   | 12,86               |
| В Стар-Сити появляется новый Линчеватель, который хладнокровно убивает преступников. Квентин подает в отставку с поста заместителя мэра. Позже он рассказывает Тее о метательной звезде и о своих провалах памяти из-за пьянства, но полагает, что его подставили. Команда перехватывает Линчевателя во время ограбления банка, но он уходит, как и Эрик Данн, глава грабителей. Прокурор Чейз заставляет одного из других разбойников выдать местонахождение Данна, а Зелёная стрела спасает его от Линчевателя. Тея убеждает Квентина пройти реабилитацию, а Оливер и Сьюзен начинают сближаться. Команда маскируется под грабителей банков, чтобы заманить Линчевателя, который снова убегает даже после поражения от Оливера и почти разоблачает его. Тея рассказывает Оливеру о Квентине и о возможности того, что его подставили; они делают вывод, что Прометей должен знать личность Зелёной Стрелы. Зрителям показывают, что Эвелин работает на Прометея. Во флэшбеках Ковар представляет Оливера своей служанке Галине, матери Тайаны. Он рассказывает сказку про репку, а также утверждает, что Братва только использует Оливера для своих целей, включая заключение с ним сделки. Ковар отправляет Оливера обратно в Братву. |            |                                                  |                  |                                                                   |                 |             |                     |
| 100 | 8          | «Invasion!» «Вторжение!»                         | Джеймс Бэмфорд   | Марк Гуггенхейм и Венди Мерикл                                    | 30 ноября 2016  | T27.13208   | 11,55               |
| Продолжение масштабного кроссовера «Вторжение!» (Часть 1 — Флэш). Оливер просыпается в жизни, где он никогда не попадал на «Королевский гамбит». Его родители, Роберт и Мойра Куин, живы и здоровы. Лорел является его любящей невестой и их свадьба неизбежна. Всё кажется идеальным, но Оливер начинает замечать небольшие недостатки, которые заставляют его сомневаться в этой новой реальности. Без них Фелисити и новобранцы берут на себя обязанности по борьбе с новой угрозой, в этом им помогают Циско, Флэш и Супергёрл. Оливер, Диггл, Сара, Рэй и Тея постепенно вспоминают всё и решают выбраться из этого сна. На их пути становятся воссозданные этой реальностью Малкольм Мерлин, Детстроук, Билли Винтергрин, Дэмиан Дарк и «призраки». Победив их, герои бегут в единственное здание в городе, которого не существует в их воспоминаниях — башню Смоук Технолоджес. Добравшись туда, они просыпаются к каких-то камерах на борту огромного корабля Доминаторов и выкрадывают истребитель. Пришельцы посылают вдогонку десятки других истребителей, но на помощь прилетает «Волнолёт». Рэй просит Гидеон перевести фразу, произнесённую одним из пришельцев, и узнаёт о создании некого оружия. Корабль пришельцев летит к Земле. Окончание следует в «Легендах завтрашнего дня». |            |                                                  |                  |                                                                   |                 |             |                     |
| 101 | 9          | «What We Leave Behind» «Что мы оставим позади»   | Антонио Негрет   | Бэт Шварц и Венди Мерикл                                          | 7 декабря 2016  | T27.13209   | 12,94               |
| Прометей получает дополнительную информацию о команде от Эвелин. Затем он атакует и ранит Кёртиса, вводя ему вакцину от туберкулёза, разработанную Джастином Клейборном, коррумпированным фармацевтическим производителем, включённым в список прежних убийств Оливера. Во флэшбеках показано, как Оливер убил Клейборна после того, как узнал, что тот финансировал эпидемию туберкулёза, а затем повысил цену на свой препарат, чтобы увеличить прибыль своей компании. Когда команда отслеживает Прометея, Эвелин раскрывает свою истинную преданность и убегает с Прометеем. Исследуя Прометея самостоятельно, Билли отправляет информацию, которую он обнаружил, к Фелисити незадолго до того, как злодей захватывает его. Информация оказывается о незаконнорожденном сыне Клейборна, который теперь может искать возмездия. Оливер приходит к выводу, что Прометей находится в бывшем офисном здании корпорации, создавшей эпидемию, и отправляется туда один. Он обнаруживает, что Прометей обставил всё так, чтобы напомнить прошлый приход Оливера. Оливер стреляет в Прометея, только чтобы обнаружить, что он на самом деле убил связанного Билли с кляпом во рту, которого настоящий Прометей одел в свой костюм, чтобы обмануть Оливера. Муж Кёртиса Пол расстаётся с ним после того, как обнаружил, что Кёртис - это линчеватель; Фелисити скорбит о смерти Билли; Диггла арестовывают; Оливер встречает женщину внутри убежища, которая оказывается Лорел Лэнс, живой и невредимой. |            |                                                  |                  |                                                                   |                 |             |                     |
| 102 | 10         | «Who Are You?» «Кто ты?»                         | Грегори Смит     | Бен Соколовски и Брайан Форд Салливан                             | 25 января 2017  | T27.13210   | 12,68               |
| Лорел утверждает, что её оживила Сара. Все рады возвращению Лорел, но Фелисити вскоре узнаёт, что она — двойник Лорел с Земли-2 по-кличке Чёрная сирена, оставшаяся на Земле-1 после вторжения Зума. Прометей помог ей бежать из камеры в СТАР Лабс. Лорел бежит, но затем приглашает Оливера на встречу у статуи Чёрной канарейки. Хотя он продолжает надеяться достучаться до этой Лорел, Фелисити приказывает остальным напасть на неё. Лорел уничтожает статую, но попадает в плен. Узнав о Поле, Рене убеждает Кёртиса не зацикливаться на этом и сосредоточиться на своих преимуществах, а не недостатках. Фелисити позволяет Лорел бежать, нацепив на неё маячок. Команда встречается с ней и Прометеем на складе, где Оливер безуспешно пытается убедить её вернуться на праведный путь. Кёртис обезвреживает её с помощью устройства, подавляющего её крик. Прометею удаётся бежать, но Лорел опять в плену, и Оливер передаёт её в руки АРГУСа, всё ещё надеясь спасти её душу когда-нибудь. Тем временем, Оливер убеждает Эдриана стать адвокатом Джона. Прибывает коррумпированный генерал Уокер, чтобы забрать Джона на военный трибунал, но Эдриану удаётся отстоять свои полномочия. Оливер решает найти кого-то нового на роль Чёрной канарейки. Во флэшбеках Грегор — предатель Братвы — пытается заставить Оливера слушаться его, но Оливера вызволяет женщина-лучник по имени Талия.                                                                                             |            |                                                  |                  |                                                                   |                 |             |                     |
| 103 | 11         | «Second Chances» «Вторые шансы»                  | Марк Бантинг     | Спид Уид и Сара Таркофф                                           | 1 февраля 2017  | T27.13211   | 12,91               |
| Оливер продолжает поиски новой Черной Канарейки и отправляется в Хаб-сити вместе с Рене и Кёртисом, чтобы встретиться с таинственной женщиной, сражающейся с преступниками и обладающей той же суперспособностью, что и Черная Сирена. Тем временем Фелисити пытается найти компромат на генерала Уокера, но его досье оказывается стёрто. На помощь ей приходит хактивистка из секретной группы "Спираль", которую в свое время вдохновила Фелисити. Она даёт ей USB устройство, содержащее информацию не только об Уокере, но и о миллионах других людей, с надеждой, что Фелисити вновь вернётся к своему прошлому (подробнее см. "Тайна происхождения Фелисити Смоук" (3 сезон 5 серия)). Во флэшбеках Оливер знакомится с Талией и впервые примеряет образ линчевателя в капюшоне. |            |                                                  |                  |                                                                   |                 |             |                     |
| 104 | 12         | «Bratva» «Братва»                                | Бэн Брей         | Оскар Бальдеррама и Эмилио Ортега Олдрич                          | 8 февраля 2017  | T27.13212   | 12,61               |
| Во флэшбеках Оливер и Талия убивают наркодилера из списка Оливера. Талия вновь убеждает Оливера вернуться домой, но он решает помочь Анатолию убить Грегора. В настоящем команда узнаёт, что Уокер полетел в Россию, чтобы продать ядерную бомбу марковианским террористам. Оливер летит в Россию (официально, чтобы навестить город-побратим Стар-сити), оставляя лишь Рене, попросив его помочь Квентину готовиться к интервью со Сьюзен. Анатолий отказывается помогать Оливеру просто так, требуя услугу взамен. Оливер отказывается. После того, как Фелисити шантажирует русского аналитика, команде удаётся поймать одного из людей Уокера. Джон избивает его, но тот молчит. Не желая, чтобы Фелисити и Джон отказывались от своих моральных принципов, Оливер соглашается на сделку с Анатолием и нападает на его конкурента с помощью Дайны. Команда и люди Анатолия прерывают сделку Уокера. Джон решает не убивать генерала, передав его в руки военной полиции, тогда как Рори использует свои лохмотья, чтобы впитать энергию ядерного взрыва. По возвращении Оливер спит со Сьюзен, которая затем догадывается, что он является Зелёной Стрелой, узнав о присутствии Лучника в России пять лет назад. Рори говорит Фелисити, что лохмотья больше не работают после взрыва, и уходит из команды. Тем временем, интервью Квентина проходит успешно благодаря Рене, и они становятся друзьями.                                                                                          |            |                                                  |                  |                                                                   |                 |             |                     |
| 105 | 13         | «Spectre of the Gun» «Призрак оружия»            | Кристин Уинделл  | Марк Гуггенхайм                                                   | 15 февраля 2017 | T27.13213   | 13,66               |
| Во флэшбеках шестнадцать месяцев назад жена Рене, наркоманка, была убита торговцем наркотиками на глазах их дочери Зои, которую после этого передали приёмным родителям, не разрешая Рене видеться с ней. Он был вдохновлён тем, что Зелёная стрела убил Дарка и спас «Стар-сити», и решил стать линчевателем. В настоящем Рене теперь работает на Квентина в качестве его помощника. Вооружённый человек атакует мэрию, убивая семь сотрудников и раня нескольких других. Фелисити идентифицирует стрелка как Джеймса Эдлунда, бывшего клерка и сторонника контроля над оружием, который потерял свою семью в перестрелке за несколько месяцев до этого. Тея и Квентин побуждают Оливера разобраться с ситуацией в образе мэра, а не линчевателя. Оливер решает работать с городским советом над составлением закона по контролю над оружием. Рене и Кёртис обнаружили убежище Эдлунда и нашли его следующую цель, где Оливер противостоит Эдлунду в образе мэра и отговаривает его от того, чтобы убивать кого-либо, убеждая его сдаться. Оливер достигает соглашения с советом при помощи Рене. Кёртис обещает помочь Рене вернуть Зои на законных основаниях. Между тем, Джон убеждает Дайну вернуться к нормальной жизни, и она записывается в полицию Стар-сити. |            |                                                  |                  |                                                                   |                 |             |                     |
| 106 | 14         | «The Sin-Eater» «Поедатель грехов»               | Мэри Ламберт     | Барбара Блум и Дженни Линн                                        | 22 февраля 2017 | T27.13214   | 12,54               |
| Оливер встречает предполагаемую мать Прометея, но она отказывается ему помочь. Во время тюремного перевода Чин На Вей, Купидон и Уорнер убивают охранников и убегают. Оливер утверждает назначение Дайны сотрудником полиции Стар-Сити. Пайк получает доказательства того, что Зелёная стрела убил Мэлоуна и объявляет его в розыск. Оливер и Квентин выслеживают сбежавшее трио, но те убегают из-за вмешательства отряда спецназа. Оливер полагает, что Прометей несёт ответственность за отправку доказательств. Сьюзен спрашивает Оливера, является ли он Зелёной Стрелой, и он отвечает «нет». Тея дискредитирует её при помощи Фелисити, которая взламывает файлы Сьюзен и вставляет доказательства того, что она допустила плагиат. Сьюзен сердится на Оливера, который из-за этого наезжает на Тею. Он раскрывает Пайку обстоятельства смерти Мэлоуна. Команда перехватывает трио, похищающее деньги из тайника, оставленного Чёрчем, но попадает в засаду их наёмников. Отряд спецназа прибывает и арестовывает трио, позволяя команде уйти. Квентин дает Дайне своё благословение принять личность Чёрной Канарейки. Новости о сокрытии позже просочились в прессу, и обвинения достаточно серьёзны, чтобы провести импичмент. Во флэшбеках Оливера и Анатолия ловят Грегор и его люди. Грегор готовится убить Анатолия. |            |                                                  |                  |                                                                   |                 |             |                     |
| 107 | 15         | «Fighting Fire with Fire» «Клин клином вышибают» | Майкл Шульц      | Спид Уид И Бен Соколовски                                         | 1 марта 2017    | T27.13215   | 12,60               |
| Процесс импичмента Оливера начинается с того, что Эдриан работает его адвокатом. Линчеватель начинает целиться в Оливера, но его останавливает Прометей, который оказывается Эдрианом. Используя Пандору, Фелисити и Тея узнают о секрете, который можно использовать для шантажа старейшины городского совета. Оливер и Джон отговаривают их от его использования. Используя кусочек визора Линчевателя, Кёртис отслеживает его до того места, где он планирует убить Оливера. Чтобы дать себе шанс остаться мэром, Оливер публично отрекается от Зелёной стрелы, называя его «убийцей полицейских» и заявляя, что его мотив сокрытия состоял в том, чтобы люди не потеряли надежду. Линчеватель убегает. Совет голосует против импичмента, но Тея уходит из администрации Оливера, чтобы исправить свою аморальность. Пол решает развестись с Кёртисом. Сьюзен возвращает свою работу из-за анонимных показаний Фелисити. Фелисити затем тайно присоединяется к "Спирали". Эдриан агрессивно требует, чтобы Сьюзен выслушала его рассказ. Во флэшбеках Анатолий требует «спрос-допрос» - процесс, с помощью которого Пахан может быть свергнут. Оливер проникает в особняк Ковара и получает доказательства того, что Грегор расхищал деньги Братвы. Большинство капитанов голосуют за Анатолия, но Грегор поднимает мятеж. |            |                                                  |                  |                                                                   |                 |             |                     |
| 108 | 16         | «Checkmate» «Шах и мат»                          | Кен Шеин         | Бет Шварц и Сара Таркофф                                          | 15 марта 2017   | T27.13216   | 13,53               |
| Команда Стрелы узнает личность Прометея - это Эдриан Чейз, окружной прокурор и человек, которому Оливер полностью доверял. Пока все пытаются примириться с предательством, Эдриан похищает Сьюзен, серьёзно ранит Фрэнка Пайка и все больше провоцирует Оливера убить его. Оливер в гневе и понимает, что, хоть команда и сделала его человечнее, но он стал уязвим. Тем временем Фелисити, используя ресурсы "Спирали", находит Сьюзен, но операция проваливается - Сьюзен свободна, но Эдриан и Талия похищают Оливера. Фелисити начинает его поиски, а также делает всё необходимое для "Спирали". Во флэшбеках Оливер и Анатолий предпринимают попытку убить Грегора. |            |                                                  |                  |                                                                   |                 |             |                     |
| 109 | 17         | «Kapiushon» «Капюшон»                            | Кевин Танчароен  | Брайан Форд Салливан и Эмилио Ортега Алдрич                       | 22 марта 2017   | T27.13217   | 12,38               |
| Во флэшбеках Анатолий становится новым Паханом. Ковар покупает газ зарин у Малкольма Мерлина. Анатолий узнаёт, что Ковар планирует переворот и свержение российского правительства. Пытая человека Ковара, Оливер узнаёт, что Ковар пригласил ключевых государственных чиновников в своё казино, где он планирует убить всех их газом. Оливер убеждает Галину, мать Тайаны, дать ему свой электронный пропуск в казино. Оливер и Братва проникают в казино, где Ковар узнаёт о предательстве Галины и убивает её, провоцируя Оливера, который не смог остановить распространение газа вовремя, что привело к смерти Виктора. Анатолий не может остановить Оливера от убийства Ковара. Оливер становится капитаном Братвы. Малкольм помогает людям Ковара оживить его. В настоящем Эдриан мучает Оливера, чтобы он раскрыл «секрет». Затем он приносит, казалось бы, сопротивляющуюся Эвелин и делает вид, что убивает её после того, как Оливер отказался признаться. Оливер говорит, что он убивал людей, потому что ему это нравилось, именно это и хотел услышать Эдриан. Оказывается, что Эвелин жива и всё ещё помогает Эдриану. Эдриан позволяет Оливеру уйти, и он возвращается в убежище и сообщает команде о своём решении прекратить деятельность команды линчевателей. |            |                                                  |                  |                                                                   |                 |             |                     |
| 110 | 18         | «Disbanded» «Вне игры»                           | Джей Джей Макаро | Ребекка Беллотто                                                  | 29 марта 2017   | T27.13218   | 12,55               |
| Когда Чейз сломал его, Оливер распустил команду и обратился к Братве, чтобы убить Чейза. Диггл пытается поговорить с Оливером, напоминая ему, что есть лучшие способы сделать что-то. Фелисити отправляется в "Спираль", где ей удается найти искажённое помехами видео, на котором Чейз снимает маску Прометея. Оливер позволяет Братве украсть лекарство от диабета как авансовый платеж за убийство Чейза, но их останавливает команда. Диггл говорит Оливеру, что они могут помочь ему, если он хочет принять помощь. Оливер вновь присоединяется к команде, останавливая Братву и спасая заложников, которых взял Анатолий. Фелисити и Кёртис сумели декодировать устройство наложения помех Чейза, раскрыв личность Прометея полиции. Оливер утверждает, что он ещё не готов снова надеть капюшон, но со своей командой это случится скорее рано, чем поздно. Когда охранники Чейза пытаются арестовать его, он убивает их и покидает своё убежище. Во флэшбеках Оливер хочет вернуться на Лиань Ю, поэтому Анатолий планирует одну последнюю миссию по помощи больным детям, надеясь убедить Оливера остаться, но Оливер всё же намерен вернуться в Лиань Ю, чтобы подстроить своё драматическое возвращение в Старлинг-Сити. |            |                                                  |                  |                                                                   |                 |             |                     |
| 111 | 19         | «Dangerous Liaisons» «Опасные связи»             | Джоэль Новоа     | Спид Уид и Элизабет Ким                                           | 26 апреля 2017  | T27.13219   | 12,36               |
| Чейз всё ещё в розыске. Фелисити соглашается с планом Алины освободить бывшего лидера «Спирали» Кейдена Джеймса, который создал биометрическое устройство, способное отследить любого человека на Земле. Джеймс находится в руках АРГУС без суда и следствия. Лайла хочет использовать Джеймса как приманку, чтобы уничтожить «Спираль», но Алина предугадывает такой ход, обнаруживает настоящее местонахождение Джеймса и ведёт отряд, включая Фелисити, на штурм. Им препятствует команда Стрелы, но Фелисити заставляет их позволить членам «Спирали» уйти с Джеймсом. «Спираль» обрывает связь с Фелисити, но Алина оставляет ей сканер Джеймса, который показывает, что Чейз находится в логове команды. Затем происходит взрыв. Тем временем, Квентин спрашивает Рене, почему он не навещает дочь. Рене считает, что не годится быть отцом. Квентин затем организовывает визит Зои, и Рене решает бороться за неё. Джон ссорится с Лайлой из-за её методов, ведь это послужило причиной их старого развода. |            |                                                  |                  |                                                                   |                 |             |                     |
| 112 | 20         | «Underneath» «Там, внутри»                       | Венди Станцлер   | Бэт Шварц и Венди Мерикл                                          | 3 мая 2017      | T27.13220   | 12,36               |
| Взрыв в командном центре был ЭМИ-бомбой, которая дезактивировала все электронные устройства в здании, включая чип, позволяющий Фелисити ходить. Оливер и Фелисити застряли в заблокированном подвале. Кёртис узнаёт об этом и сообщает это Рене и Дайне. Джон и Лайла соглашаются отложить семейные разборки, услышав об Оливере и Фелисити. Команда вскоре узнаёт, что через некоторое время включаться генераторы, которые воспламенят метан, который протекает на базу. Оливер ранен при попытке выбраться. В конце концов, Джон спускается по лестнице в шахте и поднимает Оливера и Фелисити с помощью остальных. Команда временно перебазируется в АРГУС, где Джон и Лайла мирятся. Чейз обнаружил местонахождение Уильяма — сына Оливера. Во флэшбеках вскоре после смерти Дарка Оливер, Фелисити и Кёртис продолжают работать вместе. Кёртис подстраивает свидание между Оливером и Фелисити, и они проводят ночь вместе, однако Фелисити говорит, что не готова возобновить отношения. Оливер принимает её решение. |            |                                                  |                  |                                                                   |                 |             |                     |
| 113 | 21         | «Honor Thy Fathers» «Почитай отцов твоих»        | Лора Белси       | Марк Гуггенхайм и Сара Таркофф                                    | 10 мая 2017     | T27.13221   | 13,65               |
| Большинство преступников, посаженных Чейзом за решётку, освобождены, включая Сэмпсона. Оливеру посылают труп, который опознают как Генри Гудвина. Пока Кёртис и Дайна занимаются поисками Сэмпсона, остальные расследуют смерть Гудвина. Они узнают, что Гудвина убил отец Оливера, это шокирует Оливера и Тею. Команда догадывается, что Сэмпсон и Чейз хотят напустить на город модифицированный вирус туберкулёза. Вновь надевший костюм Зелёной Стрелы Оливер и команда обнаруживают бомбу и вступают в бой с людьми Сэмпсона, тогда как Оливер сражается с Чейзом. Команда ловит Сэмпсона и обезвреживает бомбу. Оливер раскрывает Чейзу, что его отец собирался отказаться от него из-за умственного расстройства сына. В отчаянии, Чейз просит Оливера убить его, однако Оливер арестовывает его. Тем временем, Рене решает не идти в суд, чтобы не разочаровывать дочь, в результате чего, судья решает дело не в его пользу. Во флэшбеках Оливер и Анатолий возвращаются на Лиань Ю, чтобы подстроить возвращение Оливера в Старлинг-сити. Анатолий уходит, чтобы подкупить моряков, которые должны «найти» Оливера, однако Оливер попадает в руки Ковара, который проведал об его планах. |            |                                                  |                  |                                                                   |                 |             |                     |
| 114 | 22         | «Missing» «Пропавший»                            | Майрзи Алмас     | Спид Уид и Оскар Бальдеррама                                      | 17 мая 2017     | T27.13222   | 13,96               |
| Команда устраивает Оливеру праздник на его день рождения, однако оказывается, что Рене, Дайна и Кёртис были похищены людьми Чейза. Тею и Квентина затем похищают Чёрная Сирена и Эвелин. Оливер соглашается на помощь Мерлина. Однако Чейз раскрывает, что похитил Уильяма, и Оливеру приходится освободить его. Талия и Лига убийц похищают Фелисити и Джона, тогда как Оливер заручается помощью её сестры Ниссы. Отследив курс самолёта Чейза, Оливер понимает, что тот направляется на Лиань Ю. Прибыв на остров, Оливер просит помощи у Слейда. Во флешбеках Ковар вводит Оливеру препарат, из-за которого он испытывает галлюцинации о последних пяти годах. Благодаря видениям Яо Фея и Лорел, Оливер набирается сил и сбегает. |            |                                                  |                  |                                                                   |                 |             |                     |
| 115 | 23         | «Lian Yu» «Лиань Ю»                              | Джесси Уарн      | Марк Гуггенхайм и Венди Мерикл                                    | 24 мая 2017     | T27.13223   | 13,96               |
| Оливер заручается помощью уже более спокойного Слейда, однако Харкнесс раскрывает, что его уже завербовал Чейз. Команда Оливера освобождает Фелисити, Тею, Кёртиса и Саманту, запирая Эвелин в клетке. Оливер просит Мерлина проводить остальных к самолёту Чейза, чтобы они могли улететь. Ему удаётся освободить Джона, Рене, Дайну и Квентина, который вырубает Чёрную Сирену, в то время как Нисса сражается с сестрой. Мерлин жертвует собой, занимая место Теи на мине, и подрывает вместе с собой Харкнесса. Остальные добираются до самолёта, однако узнают, что весь остров заминирован и взорвётся в момент смерти Чейза. Узнав, что самолёт не сможет взлететь, Оливер говорит остальным о корабле АРГУС в бухте в другой части острова и забирается на борт лодки Чейза, освобождая сына. Чейз застреливается, чтобы убить близких Оливера. Оливер и Уильям в ужасе наблюдают за тем, как остров поглощают взрывы. Во флэшбеках Оливер убивает Ковара и его людей, вовремя добирается до моряков и звонит матери. |            |                                                  |                  |                                                                   |                 |             |                     |